# Cogne
Cogne (pronunciación como en francés /kɔɲ/) es un municipio italiano en el Valle de Aosta en el valle de Cogne (45°36′N 7°22′E / 45.600, 7.367). 

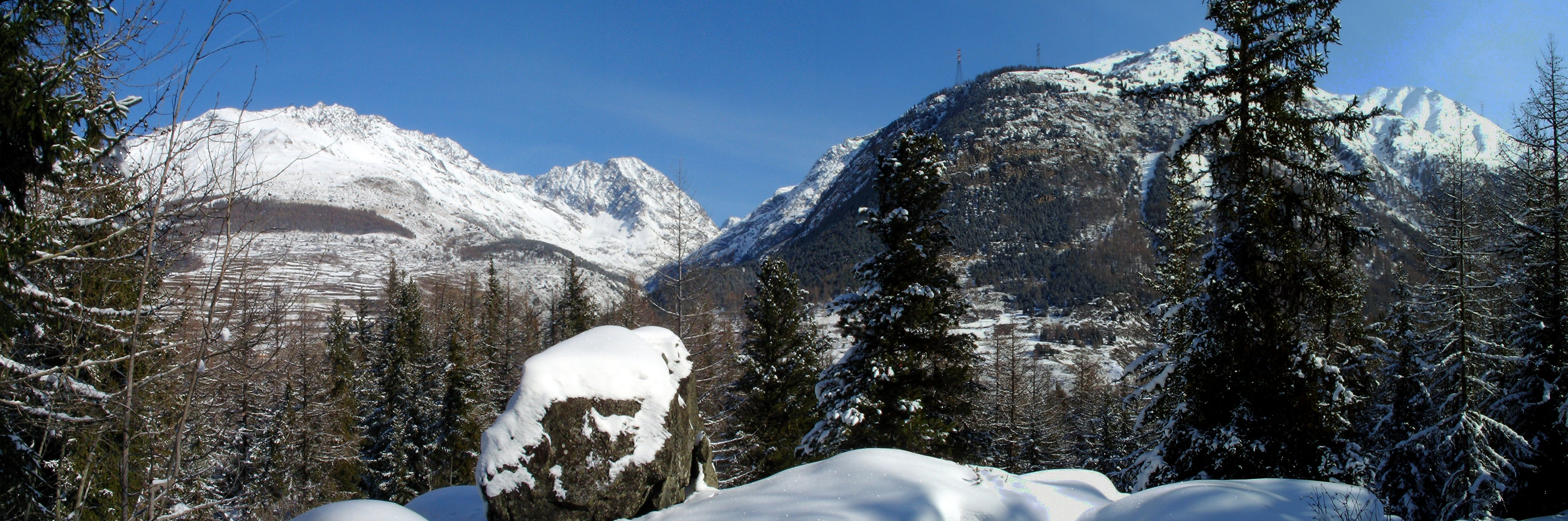
Bosque cercano a Cogne.

Fue centro minero y actualmente es lugar de veraneo. Gran parte de su territorio pertenece al parque nacional del Gran Paraíso.

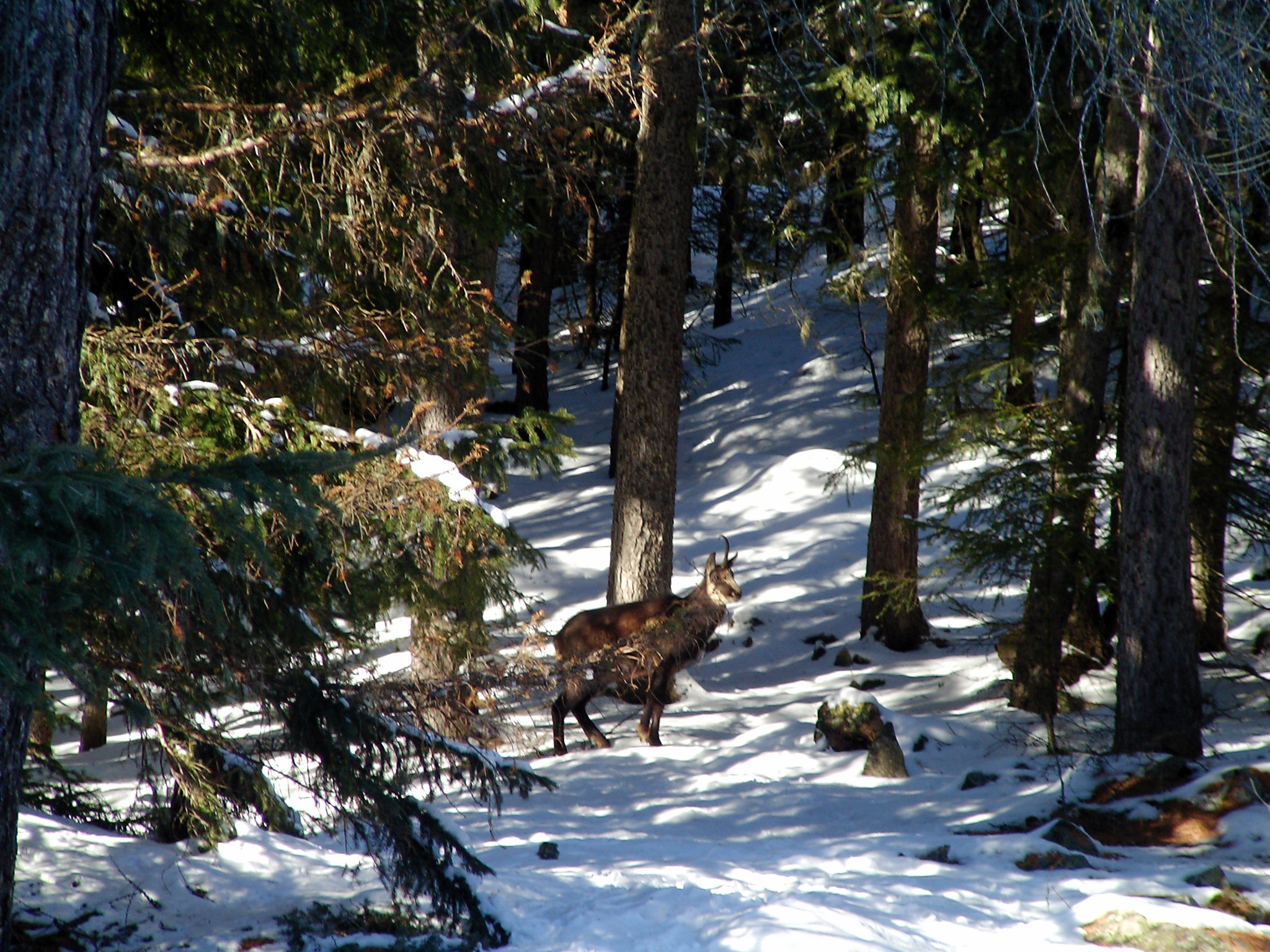
Un rebeco en los bosques en los alrededores de Cogne

## Evolución demográfica

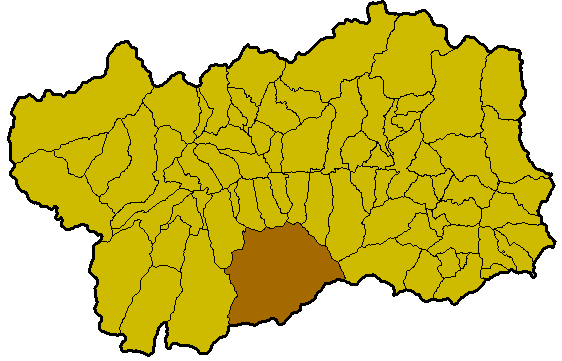
Ubicación del municipio de Cogne en el Valle de Aosta

| Gráfica de evolución demográfica de Cogne entre 1861 y 2001 |
|                                                             |
| Fuente ISTAT - elaboración gráfica de Wikipedia             |

- Wikimedia Commons alberga una galería multimedia sobre Imágenes de Cogne.

- Datos: Q34972
- Multimedia: Cogne / Q34972

1. ↑  Worldpostalcodes.org, código postal n.º 11012.
2. ↑  «Codici Catastali». Comuni-italiani.it (en italiano). Consultado el 29 de abril de 2017.